# Namsan-myeon, Gyeongsan
Namsan-myeon (koreanska: 남산면) är en socken i Sydkorea. Den ligger i kommunen Gyeongsan i provinsen Norra Gyeongsang, i den sydöstra delen av landet, 260 km sydost om huvudstaden Seoul.